# Albert Rohrbacher
Albert Rohrbacher (Metz, 2 febbraio 1910 – Metz, 21 gennaio 1976) è stato un calciatore francese, di ruolo attaccante.

## Biografia
Conclusa la carriera da calciatore, lavorò come cancelliere al tribunale di Metz. È morto a causa di un incidente stradale.

## Carriera
Ha disputato 147 incontri con la maglia del Metz fra il 1932 e il 1939, di cui 98 in massima divisione. Con 95 reti segnate è il decimo miglior marcatore nella storia dei Grenats.

## Statistiche

### Presenze e reti nei club
Fonte:
| Stagione               | Squadra                | Campionato             | Campionato | Campionato | Coppe nazionali | Coppe nazionali | Coppe nazionali | Totale | Totale |
| Stagione               | Squadra                | Comp                   | Pres       | Reti       | Comp            | Pres            | Reti            | Pres   | Reti   |
| ---------------------- | ---------------------- | ---------------------- | ---------- | ---------- | --------------- | --------------- | --------------- | ------ | ------ |
| 1932-1933              | Metz                   | D1                     | 18         | 0          | CF              | 5               | 5               | 23     | 5      |
| 1933-1934              | Metz                   | D2                     | 24         | 9          | CF              | 4               | 4               | 28     | 13     |
| 1934-1935              | Metz                   | D2                     | 25         | 17         | CF              | 7               | 14              | 32     | 31     |
| 1935-1936              | Metz                   | D1                     | 28         | 10         | CF              | 2               | 0               | 30     | 10     |
| 1936-1937              | Metz                   | D1                     | 14         | 10         | CF              | 2               | 5               | 16     | 15     |
| 1937-1938              | Metz                   | D1                     | 17         | 9          | CF              | 2               | 1               | 19     | 10     |
| 1938-1939              | Metz                   | D1                     | 21         | 8          | -               | -               | -               | 21     | 8      |
| Totale Metz (carriera) | Totale Metz (carriera) | Totale Metz (carriera) | 147        | 66         |                 | 22              | 29              | 169    | 95     |